# 小佐田潔
小佐田 潔（こさだ きよし、1951年3月18日 - ）は、日本の裁判官。高松地方裁判所所長や、大阪高等裁判所部総括判事、大阪地方裁判所所長等を歴任した。

## 人物・経歴
1975年神戸大学法学部卒業。1978年大阪地方裁判所判事補。福井地方裁判所判事補や、東京地方裁判所判事、大阪地方裁判所部総括判事等を経て、2011年高松地方裁判所所長。2013年大阪高等裁判所部総括判事。2014年大阪地方裁判所所長。2022年、瑞宝重光章受章。

## 著書
- 竹下守夫編,鈴木正裕編『民事保全法の基本構造』西神田編集室 1995年
- 大阪地裁執行実務研究会編, 小佐田潔代表『不動産明渡・引渡事件の実務』新日本法規出版 2009年
- 小佐田潔編『民事実務研究 IV』判例タイムズ社 2011年